# 資本蓄積
資本蓄積（しほんちくせき、英: Capital accumulation）とは、
1. 現代経済学においては、資本形成のこと。
2. マルクス経済学においては、資本制再生産において、剰余価値の一部が再び資本に充当されることを言う。

## 概説
現代経済学において、民間・政府部門での在庫品や固定資本などの資本の増加を指し、資本形成と同義語で用いられる。
マルクス経済学においては、生産過程において生み出される剰余価値は、単純再生産に見られるように資本家の消費で全てが支出されるのではなく、一部が新しい追加的な資本に転用される。その結果として資本の蓄積が起こり、これを資本蓄積と呼ぶ。この資本蓄積を基盤としてさらに生産の規模は拡大され、経済成長となる。

## マルクス経済学の資本蓄積理論

### 資本蓄積の理論
資本の運動法則
　{\displaystyle G}─{\displaystyle W}…{\displaystyle P}…{\displaystyle W'}─{\displaystyle G'}
において、{\displaystyle W'}─{\displaystyle G'}の過程で生み出される剰余価値がすべて資本家の手に入れば単純再生産が繰り返されるが、通常はそれ以外に資本への充当が行われるはずである。このことによって資本の蓄積が行われる。蓄積部分はさらに可変資本への充当部分と不変資本への充当部分に分けられ、拡大再生産を発展させる。
資本蓄積は拡大再生産により結果的に資本の有機的構成を高め、相対的過剰人口を生み出す。相対的過剰人口は恐慌時には失業し、最下層はルンペンプロレタリアートとなる。

### 蓄積率
剰余価値を資本蓄積する割合を蓄積率と呼び、個別に資本家はこれを決定している。これが大きければ資本蓄積と拡大再生産の速度は速くなる。
これは前貸資本の総額を{\displaystyle \Delta K}、不変資本を{\displaystyle C}、可変資本を{\displaystyle V}、剰余価値を{\displaystyle M}、価値の増殖分を{\displaystyle \Delta }で表すと、次のとおりになる。
{\displaystyle s={\frac {\Delta K}{M}}={\frac {\Delta C+\Delta V}{M}}}

#### 反論
ジャン＝シャルル＝レオナール・シモンド・ド・シスモンディやジャン=バティスト・セイのセイの法則などは、労働者は所得が少ないために需要が少なく、資本家も消費が少ないために需要が少なく、資本の蓄積が不可能であるとした。これらの説は後に、カール・マルクスの『資本論』において拡大再生産の需要を読み違えているという点で否定されることとなる。ローザ・ルクセンブルクは主著の『資本蓄積論』において、こうした資本蓄積が国際債務や帝国主義を生むと論じた。

## 文献
- ローザ・ルクセンブルク『資本蓄積論』(The Accumulation of Capital)（1913年）
- ジョーン・ロビンソン『資本蓄積論』（1956年）
- 相田愼一『経済原論入門』　ナカニシヤ出版（1999年）

1. ↑  『資本蓄積論 ロオザ・ルクセンブルグ(大正15年3月17日発行)』 - 国立国会図書館デジタルコレクション